# Brand in de Beverly Hills Supper Club
De brand in de Beverly Hills Supper Club in Southgate, Kentucky was de derde ergste brand in een nachtclub in de geschiedenis van de Verenigde Staten. De brand vond plaats in de nacht van 28 mei 1977 tijdens het Memorial Day-weekeinde. Tijdens de brand vielen 165 doden en 200 gewonden. Het was de meest dodelijke brand in de Verenigde Staten sinds 1944.